# It's Not Unusual
"It's Not Unusual" is een nummer van de Britse zanger Tom Jones. Het nummer verscheen op zijn debuutalbum Along Came Jones uit 1965. Op 22 januari van dat jaar werd het nummer uitgebracht als de eerste single van het album.

## Achtergrond
"It's Not Unusual" is geschreven door Les Reed en Gordon Mills en geproduceerd door Peter Sullivan. Het nummer werd geschreven om door Sandie Shaw opgenomen te worden. Jones, die op dat moment slechts een onsuccesvolle single had uitgebracht, zou voor haar een demoversie inzingen. Toen Shaw deze versie hoorde, was zij zo onder de indruk van het optreden van Jones dat zij het nummer afsloeg en hem aanraadde om het zelf als single uit te brengen.
Het is onduidelijk wie sommige instrumenten op "It's Not Unusual" hebben ingespeeld. Vaak wordt gezegd dat toekomstig Led Zeppelin-lid Jimmy Page, destijds een veel gevraagd sessiemuzikant, de gitaar inspeelde, maar volgens Les Reed was Joe Moretti de enige gitarist op de opname. Op zijn website noemt Page het nummer echter wel in zijn discografie. Daarnaast worden drie verschillende drummers genoemd. Andy White, die ook de drums inspeelde op de albumversie van "Love Me Do" van The Beatles, zou de drums hebben gespeeld, maar ook Ronnie Verrell en Alan Grahame beweren dat zij op het nummer te horen zijn. Wat wel bekend is, is dat Jones' achtergrondband The Squires hun reguliere toetsenist tijdens de opnamesessie moest missen. Toekomstig AC/DC-drummer Chris Slade rende hierop naar het koffiehuis aan de overkant van de straat, waar hij een toen onbekende Reginald Dwight vroeg om deel te nemen aan de opnamesessie; Dwight zou later bekend worden onder zijn artiestennaam Elton John.
"It's Not Unusual" was de tweede single van Jones die via Decca Records werd uitgebracht. Het werd zijn eerste nummer 1-hit in de UK Singles Chart, en kwam ook in Zuid-Afrika op de eerste plaats terecht. Ook in Canada en Ierland werd de top 10 bereikt. Daarnaast werd het ook zijn eerste hit in de Amerikaanse Billboard Hot 100, waar het op de tiende plaats piekte. In Nederland kwam de single tot plaats 33 in de Top 40. De BBC wilde het nummer in eerste instantie niet draaien, omdat het imago van Jones "te sexy" zou zijn. Het nummer werd echter veelvuldig gedraaid door piratenzenders. Jones zong het nummer tussen 1965 en 1968 diverse keren tijdens The Ed Sullivan Show. Ook gebruikte hij het tussen 1969 en 1971 als de titelsong voor zijn variétéprogramma This Is Tom Jones. In 1987 werd het nummer opnieuw uitgebracht ter promotie van het compilatiealbum "It's Not Unusual", waarop het op de Britse eilanden opnieuw in de hitlijsten terecht kwam: in het Verenigd Koninkrijk kwam het tot plaats 17, terwijl in Ierland plaats 15 werd gehaald.
"It's Not Unusual" is gecoverd door een groot aantal artiesten, waaronder Florence Ballard, Belly, Glen Campbell, Vikki Carr, Cher, The Dells, Five Iron Frenzy, The Impressions, Brenda Lee, Bobbi Martin, Hugh Masekela, Les Reed, The Supremes en Jackie Trent. Daarnaast kreeg het nummer tijdens de jaren '90 opnieuw veel aandacht vanwege het vele gebruik in de televisieserie The Fresh Prince of Bel-Air; hierbij wordt het veelvuldig geplaybackt door Carlton Banks (Alfonso Ribeiro), die er een komedische dans bij doet. Jones speelde in een aflevering een gastrol in de serie, waarin hij samen met Carlton het nummer playbackte.

## Hitnoteringen

### Nederlandse Top 40
| Hitnotering: 17-04-1965 t/m 01-05-1965 | Hitnotering: 17-04-1965 t/m 01-05-1965 | Hitnotering: 17-04-1965 t/m 01-05-1965 | Hitnotering: 17-04-1965 t/m 01-05-1965 | Hitnotering: 17-04-1965 t/m 01-05-1965 |
| Week                                   | 1                                      | 2                                      | 3                                      |                                        |
| -------------------------------------- | -------------------------------------- | -------------------------------------- | -------------------------------------- | -------------------------------------- |
| Nummer                                 | 38                                     | 33                                     | 36                                     | uit                                    |

### NPO Radio 2 Top 2000
| Nummer met noteringen in de NPO Radio 2 Top 2000 | '99  | '00  | '01  | '02  | '03  | '04  | '05-'20 | '21  |
| ------------------------------------------------ | ---- | ---- | ---- | ---- | ---- | ---- | ------- | ---- |
| It's Not Unusual                                 | 1486 | 1109 | 1446 | 1453 | 1679 | 1771 | -       | 1976 |

1. ↑  Een '-' betekent dat het nummer niet was genoteerd en een vetgedrukt getal geeft de hoogste notering aan.
2. ↑  Deze tabel is bijgewerkt tot en met de laatste editie (2024).